# Universitatea Cardinal Stefan Wyszyński din Varșovia
Universitatea „Cardinal Stefan Wyszyński” din Varșovia (în poloneză Uniwersytet Kardynała Stefana Wyszyńskiego w Warszawie) este o universitate de stat din Polonia.